# Costas de Cantabria

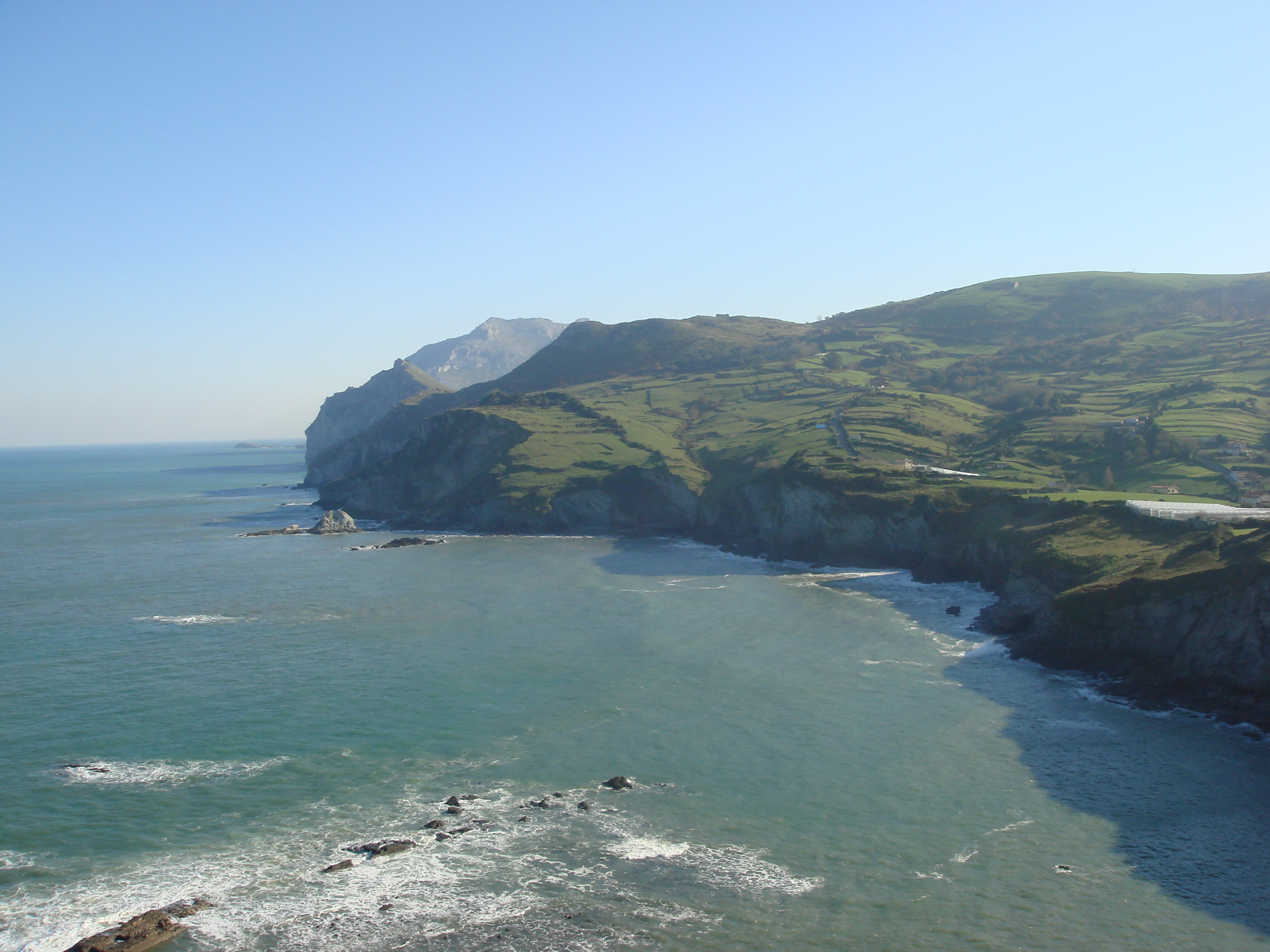
Costa cercana a Laredo.

Cantabria es una comunidad eminentemente costera y montañosa, como lo demuestra el hecho de que la mayoría de su población vive junto al mar, lo cual conlleva una gran presión humana sobre el litoral. La costa cántabra se extiende por todo el litoral de la región homónima y está dividida por la Costa Oriental o Esmeralda al este y la Costa Verde, al oeste.
Lo más diferenciador de la costa cántabra respecto al resto de España, con la excepción de Galicia, es la presencia de rías, que le dan un perímetro más enrevesado; así, Cantabria goza de 1 km de costa por cada 509 km² de superficie, mientras que el total de España se sitúa en 1 km por cada 126 km². Estas rías toman nombre propio diferente del de sus ríos; por ejemplo, la ría de Mogro es la desembocadura del Pas, y la ría de Cubas la del Miera. Pronto, la plataforma sobre el mar Cantábrico se deshace en grandes pendientes hacia las profundidades, aguantando sólo entre 15 y 30 km mar adentro.

## Geografía

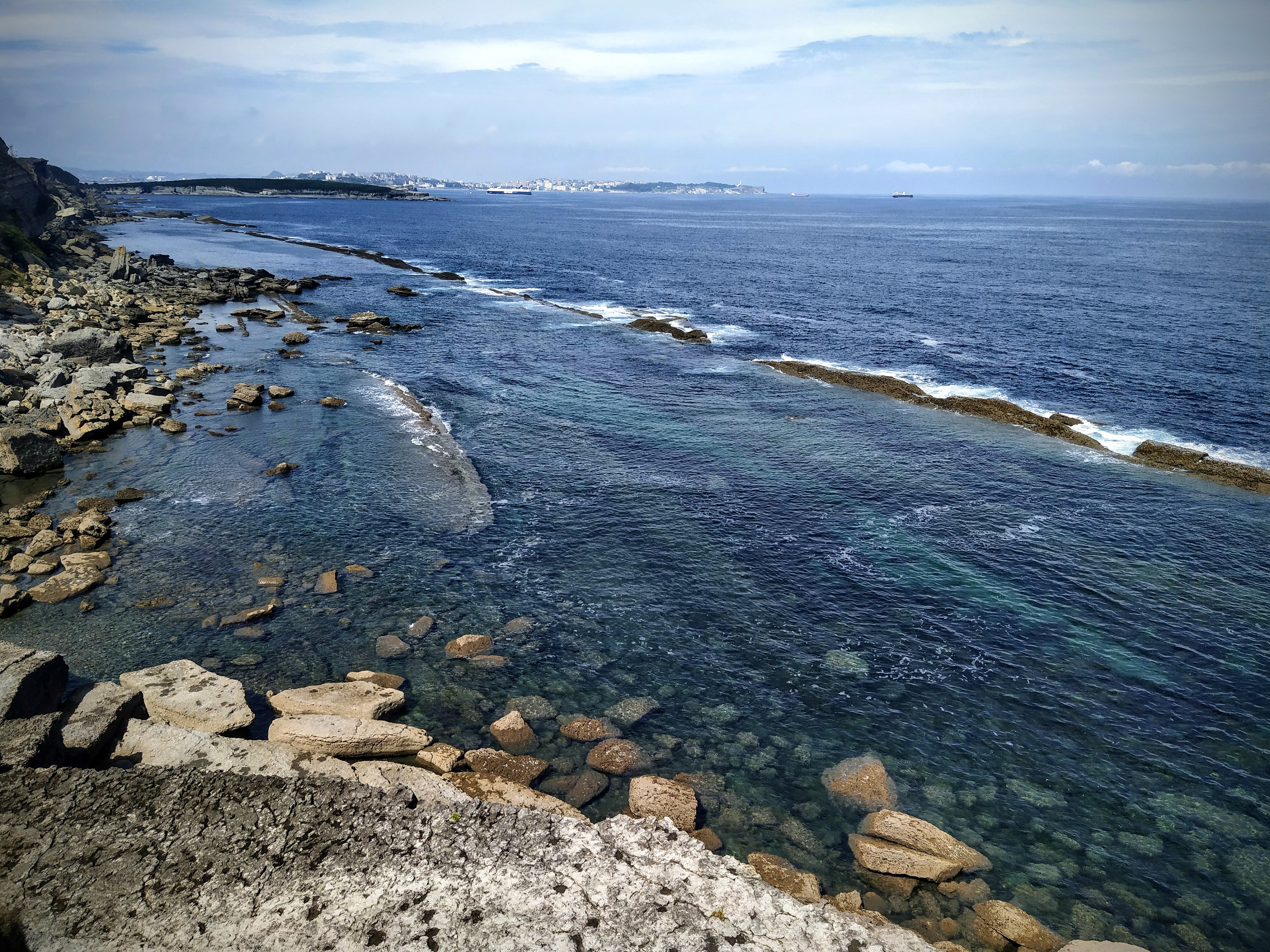
Piscinas naturales marinas de Llaranza, llamadas las Pozas de Langre, formadas en la rasa mareal en la base del acantilado.

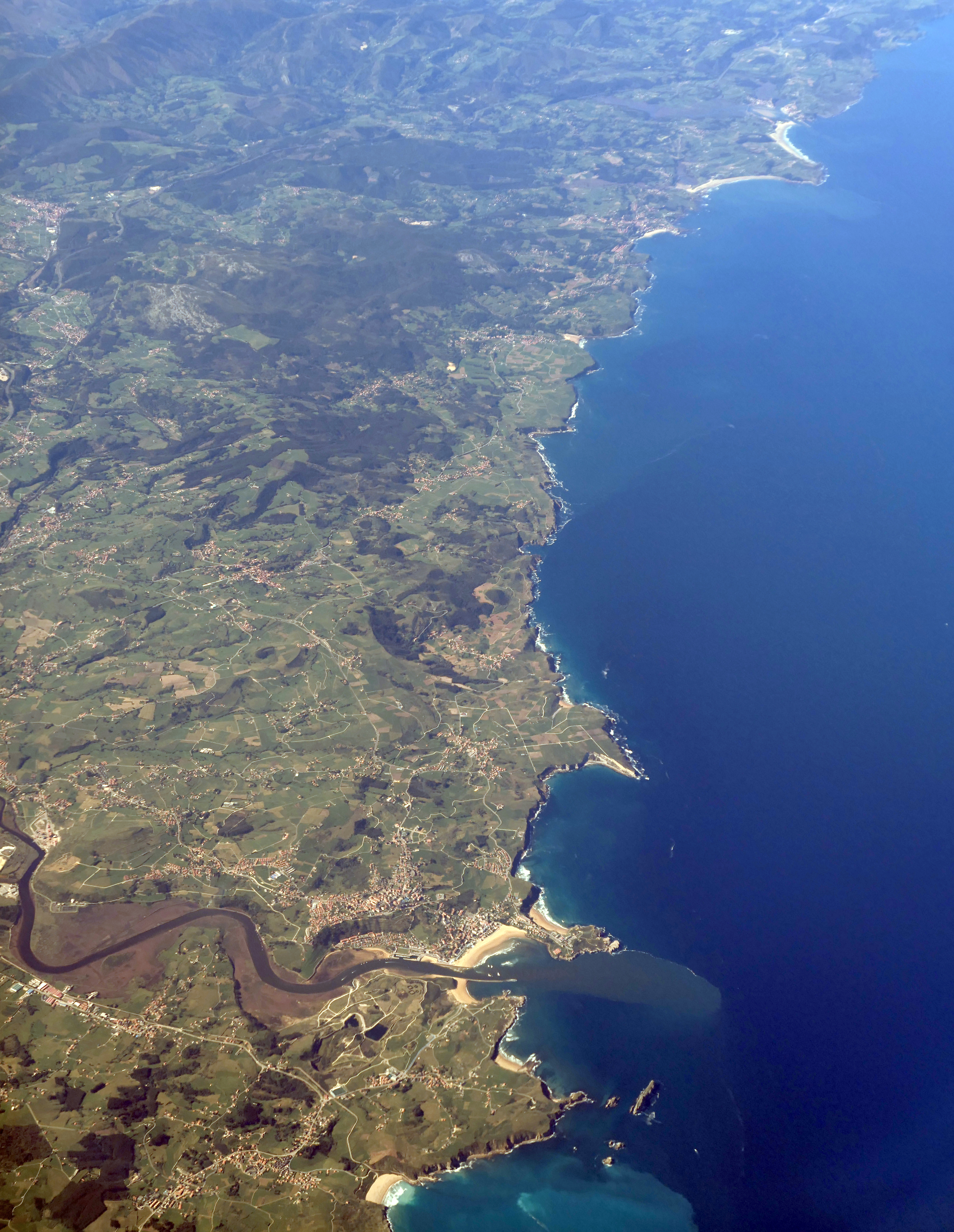
Tercera occidental de la costa cántabra, y la ría de San Martín de la Arena.

En general, la costa cántabra presenta los siguientes rasgos comunes:
- Costas altas tendentes al desarrollo rectilíneo.
- Presencia de rías profundas.
- Presencia de acantilados abruptos.
- Formación de puntales y barreras arenosas en los estuarios, a causa de las corrientes encontradas.

La costa cántabra queda dominada por acantilados calizos que se oponen a la acción de las olas, hecho que ha permitido la formación de pocas y pequeñas islas. Por otro lado, las montañas de la cordillera Cantábrica se acercan al litoral, al igual que sucede en Asturias y el País Vasco, especialmente en las regiones cercanas a estos.
En toda la costa destaca la bahía de Santander, el puerto más grande y seguro entre Burdeos y La Coruña, si bien su forma ha menguado con los siglos a la vez que se ha ensanchado la cercana ría de Bilbao. La bahía santanderina se encuentra resguarda de todos los vientos excepto del viento sur. Un cronista dijo que era «el puerto (...) más ancho, seguro y fuerte de toda la costa cantábrica y, por tanto, uno de los cinco famosos que tiene España».

## Factores climáticos

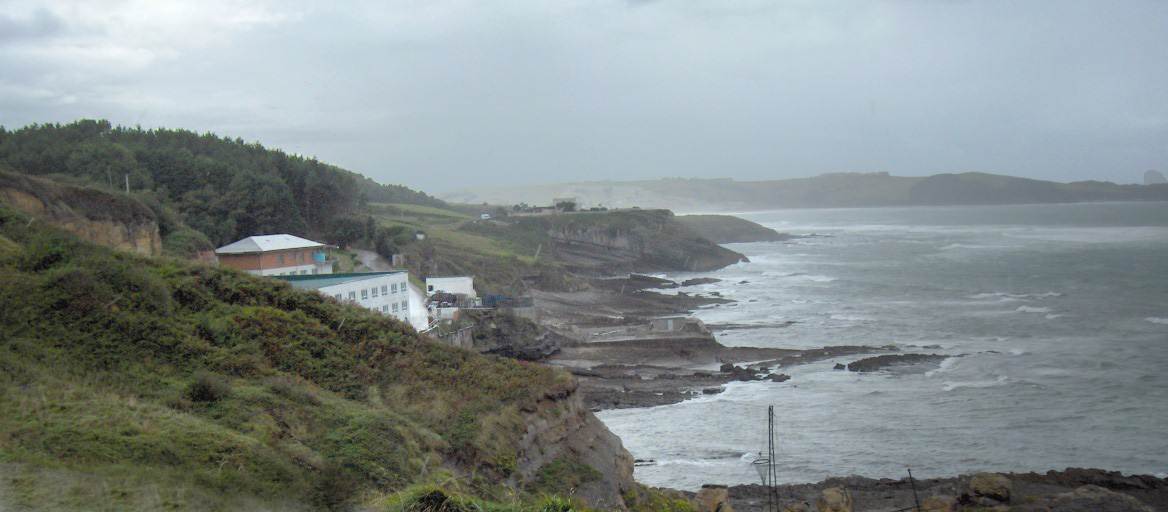
Costa cercana a Comillas.

Las aguas cántabras varían entre los 11 °C en febrero y los 20 °C de agosto, un cambio pequeño debido a la corriente del Golfo, que en invierno mantiene las aguas a una temperatura mayor a la que les correspondería por su latitud.
Los vientos dominante en invierno es el Noroeste. En general no son peligrosos, excepto el viento sur en la bahía de Santander, que levanta un gran oleaje. Entre junio y septiembre se produce en ocasiones galernas, un fenómeno meteorológico súbito muy peligroso para las embarcaciones que se encuentren en alta mar.

## Referencias

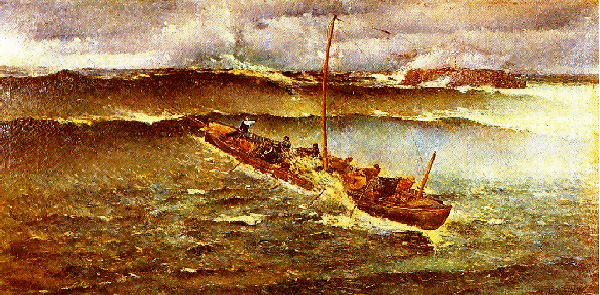
"¡Jesús y adentro!", del pintor Fernando Pérez de Camino.

## Historia
Desde antiguo se tiene constancia de la presencia humana en la costa cántabra. Existen evidencias ya en el periodo Musteriense, hace 40 000 años, y se sabe que en época romana existían al menos los puertos de Flaviobriga (Castro Urdiales), Portus Victoriae Iuliobrigensium (Santander), Portus Blendium (Suances) y Portus Vereasueca (San Vicente de la Barquera).
Durante la Baja Edad Media destaca la actividad de la Hermandad de las Cuatro Villas, mientras que en el siglo XVI casi 90 % de los barcos destinados a las Indias y al Pacífico se construyeron entre Cantabria y el País Vasco. Después, y aunque la construcción naval cayó en desuso en el norte de España, siguió siendo una tarea importante para las bahías de Santander y Santoña.